# Nyírő Gyula-díj
A Nyírő Gyula-(nívó)díjat a Magyar Pszichiátriai Társaság 1983-tól adományozza évente a külföldön vagy Magyarországon megjelent legjobb pszichiátriai témájú kézikönyv, monográfia szerzőjének vagy szerkesztőjének.